# Europeana. Stručné dějiny dvacátého věku
Europeana. Stručné dějiny dvacátého věku je experimentální próza Patrika Ouředníka z roku 2001. Přeložena byla do sedmatřiceti jazyků, čímž se stala nejpřekládanější českou knihou od sametové revoluce v roce 1989.

## Obsah
Kniha rekapituluje 20. století očima vzdáleného, odtažitého, blíže nezarámovaného vypravěče. V rozhovoru pro americkou revui Context  Ouředník pobaveně podotýká: "Mimozemšťan? Perverzní profesor diskurzivity? Bouvard bez Pécucheta, Pécuchet bez Bouvarda? Rousseaovský ‘ušlechtilý divoch‘? Voltairův Candide o 250 let později? Faulknerův Benjy s jen o něco málo vyšším IQ? Šílený historik?... Osobně jsem se s ním nikdy nesetkal. Nevím, kdo to je."
Před očima čtenářům běží obě světové války, stalinské čistky či vynálezy zkázy jako atomová bomba či bojové plyny. Na stejné úrovni se však objevují informace o vynálezu podprsenky nebo statistické údaje o tom, kolikrát ročně myjí lidé v té či oné zemi auto. Jednotlivé události se prolínají, velké historické milníky se kříží s minipříběhy. Pravdivost těchto "vsuvek" není nijak podložena, avšak čtenář podvědomě připouští jejich možnost a nazírá tak na "učebnicové události" z jiného úhlu: jako by teprve tyto malé příběhy přiváděly k životu dějiny.
Neosobnost vypravěče, změť událostí nejrůznějšího významu včetně dokonale bezvýznamných, věcná fakta a dějinné události prostoupené zprávami z doslechu (A lidé říkali...) a neověřitelnými, avšak uvěřitelnými mikropříběhy, společenská dogmata (A sociologové říkali..., A filozofové říkali..., A historikové... A sexuologové... A psychiatři...) i všudypřítomné statistiky převádějící hrůzy válek a masakrů do pouhých čísel, to vše vyvolává ve čtenáři neklid a rozpaky: tak tohle byly dějiny 20. století?

## Skladba
Kniha se na první pohled tváří jako esej či úvaha nad uplynulým stoletím. Nejsou zde však kapitoly ani odstavce; text běží „slepě“, bez jakéhokoli rozdělení tematického či jiného, členěný pouze do textových bloků. Jednotlivé události nejsou řazeny chronologicky ani v jiné logické návaznosti, často se objevují znenadání a stejně rychle také mizí; některé leitmotivy se vracejí několikrát (např. věta z dopisu italského vojáka z první světové války).
Ouředníkův text však nelze považovat za esej: chybí zde „autorský hlas“, autorův postoj k líčeným událostem. „Europeana jsou vlastně románem par excellence, sice bez stmelujícího hrdiny či tradičního příběhu, ale zato, po bachtinovsku řečeno, románem mnohohlasým.“ 
Po vizuální stránce evokuje kniha staré kroniky. Na okrajích stránek se objevují marginálie, jejichž zdánlivá funkce je snazší orientace v textu. Zde však jejich použití slouží k zvýraznění ironie nebo absurdity popisovaného děje.
Zásadní je přítomnost souřadící spojky "a", která jednak nivelizuje "vážný" text - vše probíhá na stejné úrovni, vysoké i nízké, pseudovědecký žargon, citované názory "odborníků", vše má stejný význam -, jednak přispívá k infantilizaci tématu, jako by nám dějiny 20. století vykládal školák před tabulí, odříkávající bezmyšlenkovitě naučený text.

## Kritické ohlasy
Knize se dostalo výrazného kritického ohlasu jak v Česku, tak i v zahraničí.
- Ve zdánlivě naivním textu Ouředník s nemilosrdnou ironií vytahuje na světlo malichernost, dětinskost, krutost a zvrácenost uplynulého století v Evropě. Marcel Kabát, Lidové noviny, 20. 11. 2001.
- Po dlouhé době jsem byl zase stržen četbou – ta kniha má nic nepředstírající hloubku a styl. Jiří Gruša, Právo, 25. 4. 2002.
- Ouředníkovi se daří umně zrelativizovat celé to hemžení uplynulého věku, o němž se mnozí domnívají, že posunulo lidskou civilizaci o notný kus. Ivan Matějka, Hospodářské noviny, 22. 11. 2001.
- ...Zkratkovitá přehlídka rozmanitých intelektuálních teorií, které Ouředník lapidárním přeformulováním zbavuje spekulativních kouzel a obnažuje jejich základ, z nějž často čiší prázdnota či bezradnost. Výsledkem je pochmurná groteska, v níž se obraz života v zrcadle intelektuální interpretace jeví ještě ubožeji než sám o sobě. Viktor Šlajchrt, Respekt č. 8, 24. 2. 2002.
- Europeana jsou něco podstatně nového. Ukazuje se, že strukturalisti měli pravdu, když tvrdili, že literaturu tvoří jazyk; Ouředník to i v Europeanách svými jazykovými kouzly předvádí přímo vzorově. Ale ukazuje se rovněž, že neměli pravdu tak docela, že ještě výš stojí to, co je nad a za oním užitým jazykem – totiž znepokojení, které prožívá raněné lidství. Alexandr Stich, Lidové noviny (příloha Orientace), 29. 12. 2001.
- Ouředníkovo vyprávění je osvobozující: ukazuje nám, jak přežít „vědy o člověku“, jak přežít století, které vyznačovalo brutální povýšení něčeho z toho, v co „lidé doufali“, na dějinnou nutnost. Formule přežití je jednoduchá: nedovolme vědám, aby se vyvyšovaly nad vyprávění lidí. Václav Bělohradský, Právo (příloha Salon), 28. 2. 2002.
- Převyprávět – nikoli přepsat – dějiny moderního věku jako fackovací zápas, jehož se zúčastnilo lidstvo na univerzální ploše evropské civilizace, to je také způsob, jak vyzrát na dějiny. Ouředníkova kniha ukazuje, že šance literatury nejsou pořád ještě zcela ztracené. Jiří Peňás,Týden č. 2, 7. 1. 2002.
- Bouvard a Pécuchet naruby, dvacáté století jako na dlani – jen sevřít ruku. Ladislav Šerý, Lidové noviny (příloha Orientace), 29. 12. 2001.
- Ano, konečně se našel někdo, kdo po všem tom prozaickém lamentování a jamrování a kvílení a ječení a datlování definitivně zaklapl vrátka za celým dvacátým stoletím. Učinil tak bez zbytečných triků a frajkumštů. Vyjádřil přesně a jasně to, co se už dlouho pokouší naznačit literatura celého světa: že totiž celé to dvacáté století stálo skrz naskrz za pendrek. Emil Hakl, Tvar č. 11, 30. 5. 2002.
- Vyčerpávající dějiny Evropy 20. století na 126 stranách kapesního formátu? U jedné z nejnevyzpytatelnějších osobností současné české literatury není vyloučeno vůbec nic. Ondřej Bezr, Rock & Pop č. 1, 2002.

Ouředník se nicméně k přijetí knihy českou literární kritikou vyjádřil velmi nechvalně:
„Co se týče příznivé kritické odezvy v Česku, k tomu nutno dodat, že /.../ recenze se vyrojily poté, co byla knížka prohlášena knihou roku v anketě Lidových novin; a jak víte, anketa se obrací obecně na aktéry české kulturní scény, zdaleka ne pouze na kritiky. Pro Europeana tehdy hlasovalo jistý počet lidí – a hleďme, nebyl mezi nimi jediný literární kritik.“ (Rozhovor s Matějem Petrů. Souvislosti, 1, 2012.)
„Než se Europeana stala knihou roku v anketě Lidových novin, vyšla, vzpomínám-li si dobře, jediná recenze. A kolik literárních kritiků zmínilo Europeana v anketě? Ani jeden. Pro knihu hlasovali spisovatelé, překladatelé, filozofové, bohemisté. Knížka vyhrála a s recenzemi se roztrhl pytel. Čeští recenzenti píší o literárních cenách, literatura je nezajímá.“ (Korespondenční rozhovor s Petrem Nagym. Literární noviny, 2, 2019.)

## Ocenění
- 2001: Kniha roku Lidových novin
- 2004: Nominace: Prix Médicis Étranger, Francie
- 2004: Top 10 2004, Le Monde des Livres, Francie
- 2005: Top Shelf, The Village Voice, USA
- 2006: The Decade's Best Books, The Guardian, Velká Británie
- 2006: Nominace: Cena Evropského parlamentu, EU
- 2012: Top 4 2012, La Reppublica, Itálie
- 2012: Top 10 2012, Mudd Up Book Club, USA
- 2020: Prix Saphira – Histoire de l'humanité, Francie

## Zajímavosti

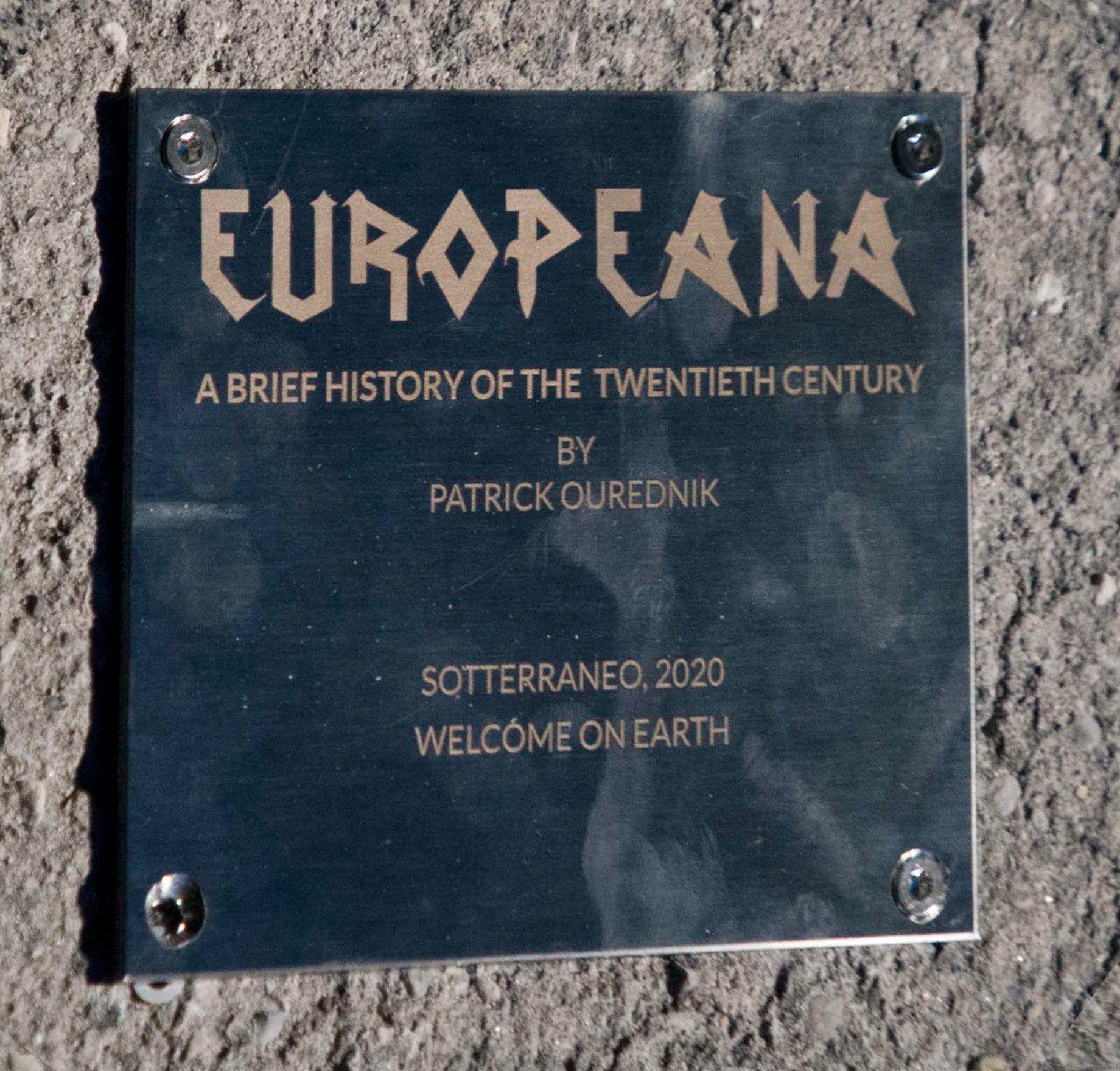

V roce 2020 byl u příležitosti divadelního festivalu v italském městě Dro text European převeden do binárního kódu a uložen v časové kapsli.

## Zahraniční vydání
- Europeana. Eine kurze Geschichte Europas im zwanzigsten Jahrhundert, Czernin, Wien, 2003, 2006, 2019. ISBN 9783707606621
- Europeana. Kratka istorija dvadesatog veka, B92, Belgrad, 2003, 2006. ISBN 8679631779
- Europeana. Een zeer korte geschiedenis van de twintigste eeuw, Fagel, Amsterdam, 2003; Ijzer, Utrecht, 2010. ISBN 9789086840854
- Europeana. A huszadik század rövid története, Kalligram, Budapest, 2003, 2006. ISBN 8071495794
- Europeana. Кратка история на XX век, Faakel, Sofia, 2003. ISBN 9549772233
- Europeana. Une brève histoire du XXe siècle, Allia, Paris, 2004, 2005, 2006, 2007, 2008, 2010, 2012, 2014, 2017. ISBN 2844851398
- Europeana. Trumpa dvidešimto amžiaus istorija, Apostrofa, Vilnius, 2004. ISBN 9955605065
- Europeana. Zwiezla historia XX wieku, Fundacja Pogranicze, Sejny, 2004, 2007. ISBN 8386872543
- Europeana. Una breve historia del siglo XX, Tropismos, Salamanca, 2005. ISBN 8493406848
- Europeana. A Brief History of the Twentieth Century, Dalkey Archive Press, Chicago, 2005, 2006, 2008, 2011, 2015. ISBN 1564783820
- Ευροπεανα: Μια συνοπτική ιστορία της Ευρώπης του εικοστού αιώνα, μετφ, Kedros, Athénai, 2005. ISBN 9789600427592
- Europeana. Kortfattad historia om nittonhundratalet, Natur och Kultur, Stockholm, 2005. ISBN 9789127110335
- Evropeana. Kratka zgodovina 20. stoletja, Borec, Ljubljana, 2005, 2011. ISBN 9619062892
- Europeana. Breve storia del XX secolo, Duepunti, Palermo, 2005, 2009, 2011; Roma, Quodlibet, 2017. ISBN 9788822900159
- Европеана. Kраткая история двадцатого века, Limbakh, St. Petersburg, 2006. ISBN 5890590901
- Europeana. Kratka povijest dvadesetog stoljeca, Profil, Zagreb, 2006, 2012. ISBN 953120358X
- Europeana. Yirminci Yüzyilin Kisa Tarihib, Dost, Ankara, 2006. ISBN 9752982522
- Еўрапеана. Кароткі нарыс гісторыі дваццатага стагоддзя, Arche, Minsk, 2006; Logvinau, Minsk – Vilnius, 2015. ISBN 9786098147254
- אירופיאנה: 20 המאה תולדות קיצור, Xargol, Tel Aviv, 2006. ISBN 9657120799
- Europeana. En kort historie om det 20. århundrede, Gyldendal, Kopenhagen, 2007. ISBN 9788702053579
- ევროპეანა. მეოცე საუკუნის მოკლე ისტორია, Pegasus, Tbilisi, 2009. ISBN 978-9941-9073-9-5
- اوروبيانا مختصر تاريخ القر العشرين, Al Arabi Publishing, Cairo, 2013. ISBN 9789773191900
- Europeana. O scurtă istorie a secolului douăzeci, Vremea, București, 2014. ISBN 9789736456336
- エウロペアナ　二〇世紀史概説 Hakusuisha, Tokyo, 2014. ISBN 4560090351
- Європеана. Коротка історія двадцятого століття. Stary Lev, Lviv, 2015, 2023. ISBN 9786176791225
- شهرفرنگ اروپا. چکیدهای از پیدا و پنهان تاریخ قرن بیستم. Nasher Mahi, Tehran, 2015, 2016, 2020. ISBN 9789642091911
- Europeana. Īsa divdesmitā gadsmita vēsture, Peter Gailis, Riga, 2015. ISBN 9789984334004
- Europeana. Stručné dějiny dvadsiateho storočia, Premedia, Bratislava, 2015. ISBN 9788081592089
- Europeana. Det tjuende århundrets historie i korte trekk, Bokvennen, Oslo, 2015, 2016. ISBN 9788274883895
- Europeana. 2시간에 읽는 20세기 유럽역사, Open Books, Paju, 2015. ISBN 9788932917382
- Европеана. Кратка историja на дваеceпиoт век, Templum, Skopje, 2016. ISBN 9786084658559
- Europeana. Një histori e shkurtër e shekullit të XX, Ombra, Tirana, 2017. ISBN 9789928061638
- Europeana. Uma Breve História do Século XX. Antígona, Lisboa, 2017. ISBN 9789726083115
- Europeana. Kahekümnenda sajandi lühiajalugu. Loomingu Raamatukogu, Tallinn, 2018. ISBN 9789949563975
- Europeana. 20世紀極簡歐洲史. Domain Publishing, Taipei, 2018. ISBN 9789579164078
- Europeana. Isang Maikling Kasaysayan ng Ika-20 Siglo. FEU Publications, Maynila, 2021. ISBN 9788074410673
- Europeana. 20. vuosisadan lyhyt historia. Siltala, Helsinki, 2022. ISBN 9789522348487

## Adaptace
Divadelní adaptace:
- Théâtre du Châtelet, Paříž, Francie, 2005
- La Manufacture, Lausanne, Švýcarsko, 2005
- Théâtre à la Verrière, Lille, Francie, 2006
- Compagnie Nonante-trois, Lausanne, Švýcarsko, 2006
- Compagnie La Base, Châtelleraut, Francie, 2008
- Théâtre de la Pepinière, Paříž, Francie, 2008
- Théâtre apatride, Die, Francie, 2008
- Groupe Merci, Toulouse, Francie, 2008
- Compagnie Article 15, Rennes, Francie, 2008
- Cité-Maison de Théâtre, Marseille, Francie, 2009
- Compagnie du dernier soir, Paříž, Francie, 2009
- Folies Bergère, Paříž, Francie, 2009
- Theater Zuidpool, Antwerpen, Belgie, 2010
- Compagnie 100% Acrylique, Ženeva, Švýcarsko, 2010
- Piccolo teatro, Palermo, Itálie, 2010
- Alpaca Rose, Réunion, Francie, 2011
- Národní divadlo, Brno, Česko, 2011
- Divadlo Kolomaz, Trenčín, Slovensko, 2012
- Théâtre ouvert, Lucembursko, 2012
- Slovenské komorné divadlo, Martin, Slovensko, 2014
- Hubris Théâtre, Paříž, Francie, 2014
- Bliski Wschod, Lublin, Polsko, 2014
- Luca Théâtre, Lyon, Francie, 2015
- Divadlo Tramtarie, Olomouc, Česko, 2015
- Compagnie Athliv, Fougères, Francie, 2015
- Théâtre Les Tanneurs, Brusel, Belgie, 2015
- Szabadkai Népszínház, Subotica, Srbsko, 2016
- Théâtre des Martyrs, Brusel, Belgie, 2017
- Baluardo Velasco, Marsala, Itálie, 2017
- Axana Arts Company, Athény, Řecko, 2018
- Kask Conservatorium, Gent, Belgie, 2018
- Théâtre d'O, Montpellier, Francie, 2018
- Zagrebacko kazaliste mladih, Záhřeb, Chorvatsko, 2018
- Plesni in gledališki center, Lublaň, Slovinsko, 2018
- Artangel, Manchester, Velká Británie, 2018
- Compagnie Rêvages, Lille, Francie, 2019
- Sotterraneo Performance, Dro, Itálie, 2020
- Royal Shakespeare Company, Stratford-upon-Avon, Velká Británie, 2020
- Lino Guanciale Performance, Cividale del Friuli, Itálie, 2021
- Villa Glovettes, Villard, Francie, 2023
- Théâtre du Chien qui fume, Avignon, Francie, 2023
- Kungliga Dramatiska Teatern, Stockholm, Švédsko, 2023
- Suomen Kansallisteatteri, Helsinki, Finsko, 2023

Filmové adaptace:
- Kino Kabaret, 2010
- Abacaris Films, 2019

Hudební adaptace:
- Skrytý půvab byrokracie: "Ouředníkovy referáty", 2010